# Xorides neoclyti
Xorides neoclyti är en stekelart som först beskrevs av Sievert Allen Rohwer 1915.  Xorides neoclyti ingår i släktet Xorides och familjen brokparasitsteklar. Inga underarter finns listade i Catalogue of Life.